# Tikaroide Sprachen
Die tikaroiden Sprachen (kurz Tikaroid) bilden eine kleine Untereinheit des nördlichen bantoiden Sprachen, eines Zweiges der Benue-Kongo-Sprachen, die ihrerseits zum Niger-Kongo gehören.
Die drei Tikaroid-Sprachen werden von etwa 35.000 Menschen in Kamerun in der Zentral-Provinz gesprochen. Die Hauptsprache ist Tikar mit 25.000 Sprechern.
Position des Tikaroid innerhalb des Niger-Kongo
- Niger-Kongo > Volta-Kongo > Benue-Kongo > Ost-Benue-Kongo > Bantoid-Cross > Bantoid > Nord-Bantoid > Tikaroid

Die tikaroiden Sprachen
- Tikaroid
  - Tikar (25 Tsd.)
    - Dialekte: Twumwu (Bankim), Tige (Ngambe), Nditam, Kong, Mankim, Gambai

  - Bandobo (5 Tsd.)
  - Ndemli (Ndemba, Bandem, Bayong) (6 Tsd.)

Von manchen Forschern werden alle drei Sprachen zu einem einzigen Dialektkontinuum (also einer Sprache) zusammengefasst. Die Identität von Ndemli ist nicht geklärt, möglicherweise ist es mit Bandobo identisch.